# Sinagoga Galitska
La Sinagoga Galitska (en ucraïnès: Га́лицька синаго́га) és una sinagoga que es troba en la ciutat de Kíiv, la capital d'Ucraïna. La sinagoga va ser construïda en 1909 amb un estil mudèjar. La façana és neoromanticista, amb elements neobizantins. L'edifici va ser devastat durant la Segona Guerra Mundial pels nazis. Durant els següents cinquanta anys es va fer servir com un magatzem de municions. Va ser renovada en 2001 i actualment està en funcionament.